# Serghei Cepikov
Serghei Cepikov (n. 30 ianuarie 1967, Khor⁠(d), Imeni Lazo District⁠(d), RSFS Rusă, URSS) este un biatlonist ce a reprezentat Uniunea Republicilor Sovietice Socialiste, medaliat olimpic. A participat la 6 ediții ale Jocurilor Olimpice (1988, 1992, 1994, 1998, 2002, 2006) în care a câștigat două medalii de aur, 3 medalii de argint și o medalie de bronz.